# هری دان
هری دان (انگلیسی: Harry Dunn؛ زادهٔ ۵ سپتامبر ۱۹۵۳) بازیکن فوتبال اهل بریتانیا است.
از باشگاه‌هایی که در آن بازی کرده‌است می‌توان به باشگاه فوتبال بلیث اسپارتانس، باشگاه فوتبال برنلی، و باشگاه فوتبال بیشاپ اوکلند اشاره کرد.